# نزار فوزي
نـزار فوزي خورشيد (27 نوفيمبر  1975 - ) فنان تشكيلي عراقي وُلد في مدينة بغداد، حاصل على شهادة البكالوريس في قسم الفنون التشكيلية، يعمل في مجال ثقافة الطفل منذ تسعينات القرن الماضي، رسام - كومكس - كارتون، رسم الكاريكاتير في أغلب الصحف العراقية ومشارك في مجموعة كبيرة من الصحف والمجلات العربية، يعمل حاليا رئيسا للرسامين في ملحق - شمس الصباح - الذي يعنى بالطفل والذي يصدر بشكل أسبوعي عن جريده الصباح العراقية - كل يوم خميس - منذ 2005 ولغاية الآن

## أعماله
يتميزبرسم اغلفة المجلات والكتب، ورسم السيناريو - الستوري بورد - و القصة القصيرة والقصة الطويلة، و كتب المغامرات المصورة، وكتابة ورسم القصائد المغناة للطفل
رسم مجموعة كبيرة من كتب ألاطفال من ضمن السلاسل التي تنشرها الدار ومنها: 
- كتاب رحلة مع الضوء.

```
* كتاب ارنوب والجزرات الثلاثة 
```

- كتاب ولدي يازهرة الياسمين.
- كتاب المظلة المشتركة.
- كتاب ملك الغابة.
- كتاب مدينة الدجاج.
- كتاب الفأر الذي زأر.

ورسم عشرات من الكتب غيرها التي تصدر بشكل دوري عن دار ثقافة الأطفال العراقية.
يرسم ويكتب لمجلات عراقية تعنى بثقافة الطفل ومنها:
- شمس الصباح – ملحق أسبوعي يصدر عن جريدة الصباح.
- مجلة مجاـتي * مجلة المزمار.
- مجلة سندباد بغداد.
- مجلة حبيبي.

يرسم ويكتب لمجلات عربية تعنى بثقافة الطفل ومنها:
- مجلة حاتم – الأردنية.
- مجلة وسام – الأردنية.
- مجلة الشرطي الصغير – الأردنية.
- مجلة أحمد - اللبنانية.
- مجلة براعم عمان – الأردنية .
- مجلة أحمد السعودية.